# Lilia Podkopayeva
Lilia Aleksándrivna Podkopáyeva (en ucraniano Лілія Подкопаєва, en ruso Лилия Подкопаева) (Donetsk, 15 de agosto de 1978) es una exgimnasta ucraniana, campeona olímpica individual en los Juegos de Atlanta 1996.
Comenzó a practicar la gimnasia con solo 5 años, muy influida por su abuela. Con solo 14 años participó en los Campeonatos del Mundo de Birmingham de 1993, y consiguió clasificarse para la final de salto. Sin embargo, abrumada por el ambiente sufrió una caída y acabó en última posición.

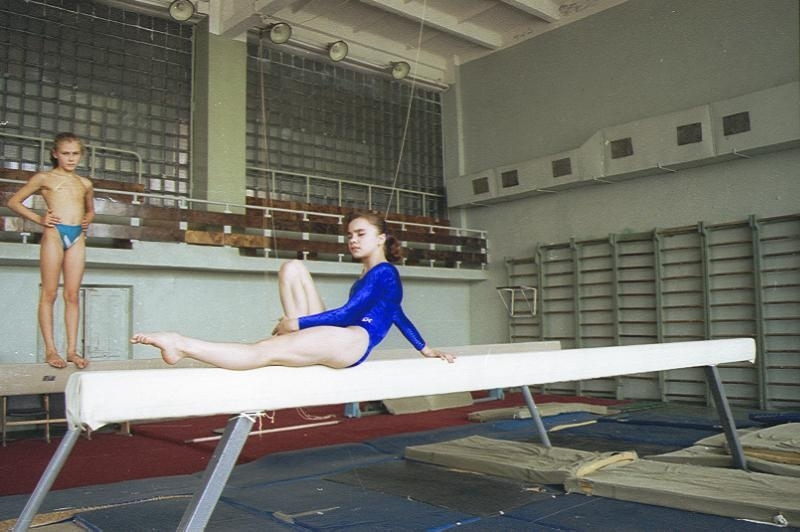
Lilia Podkopayeva entrenando en 1994.

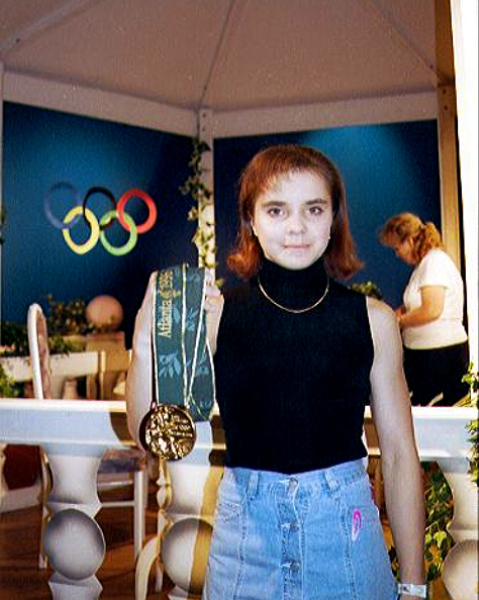
Lilia Podkopayeva en 1994.

En 1994, se convirtió ya en una de las mejores gimnastas del mundo, y acabó en sexta posición en la competición individual de los Campeonatos del Mundo de Brisbane de 1994, además de ganar una medalla de plata en barra de equilibrios. Ese mismo año ganaría además varias medallas en los Campeonatos de Europa de Estocolmo, así como en los Goodwill Games de Nueva York.
En 1995, se presentó en los Campeonatos del Mundo de Sabae, con nuevos ejercicios y en un gran estado de forma. En una extraña competición en la que fallaron las grandes favoritas como la americana Shannon Miller y la rumana Simona Amânar, Lilia acabó ganando la medalla de oro individual. Además sumó otras tres medallas en las finales por aparatos.
Su éxito de Sabae hacían de ella una seria aspirante al título olímpico en Atlanta '96. A principios de ese año una grave lesión a punto estuvo de truncar su preparación cuando se rompió una costilla entrenando en la barra de equilibrios. Sin embargo se recuperó bien, y ya en marzo ganó el título de Campeona de Europa en Birmingham.
En los Juegos Olímpicos de Atlanta 1996 era la gran favorita, y cumplió los pronósticos ganando la medalla de oro individual por delante de la rumana Gina Gogean, medalla de plata. Las también rumanas Simona Amânar y Lavinia Milosovici compartieron la medalla de bronce. En las finales por aparatos ganó además el oro en suelo y la plata en la barra de equilibrios.
Con este triunfo se convertía en una de las cuatro gimnastas de la historia que han ganado los títulos olímpico, mundial y europeo. Además era la primera gimnasta desde que su propia entrenadora: Liudmila Turíshcheva en Múnich '72 en ganar el título olímpico defendiendo el título mundial. Lilia le dedicó el triunfo a su abuela, que había fallecido solo tres semanas antes de los Juegos y que era quien le había despertado la afición por la gimnasia.
Lilia tenía la intención de continuar compitiendo tras los juegos en Atlanta, y de hecho se estaba preparando para los Campeonatos Mundiales de Lausana 1997, sin embargo las lesiones la obligaron a poner punto final a su carrera antes de la competencia.

## Carrera en la gimnasia

### 1993-95
En marzo de 1993, Lilia ganó su único título nacional de All Around en Ucrania. En abril de 1993, Podkopayeva compitió en el Campeonato del Mundo de Gimnasia Artística de 1993 en Birmingham, Inglaterra. Se clasificó para la final de salto, pero se estrelló en su primer intento y terminó última con una puntuación de 8,893.
En el Campeonato Mundial de Gimnasia Artística de 1994 en Brisbane, Australia, quedó sexta en el all-around con una puntuación de 38,942. En las finales de las pruebas, fue octava en salto, con una puntuación de 9,424; quinta en barras asimétricas, con 9,350; y segunda en viga de equilibrio, con 9,737. En noviembre de 1994, en el Campeonato del Mundo de Gimnasia Artística (por Equipos) en Dortmund, Alemania, contribuyó con una puntuación total de 38,099 al quinto puesto del equipo ucraniano.
Al año siguiente, Podkopayeva compitió en el Campeonato del Mundo de Gimnasia Artística de 1995 en Sabae Japón. Contribuyó a que Ucrania quedara quinta y se clasificara con un equipo completo para los Juegos Olímpicos de 1996. Podkopayeva ganó la final del concurso completo con una puntuación de 39,248. En las finales de las pruebas, fue primera en salto (9,781), segunda en barras asimétricas (9,837), segunda en viga de equilibrio (9,837) y séptima en suelo (9,087).

### 1996
A principios de año, Podkopayeva se lesionó gravemente al caerse de la viga en los entrenamientos, fracturándose dos costillas. Sin embargo, en mayo, compitió en los Campeonatos Europeos de Birmingham, donde ayudó al equipo ucraniano a quedar tercero y ganó el all-around individual con una puntuación de 39. 205. En las finales de las pruebas, fue tercera en barra de equilibrios (9,756), primera en barras asimétricas (9,825) y primera en suelo (9,862).

#### Olimpiadas de Atlanta
En julio, Podkopayeva compitió en los Juegos Olímpicos de Verano de 1996 en Atlanta, Georgia. En la Gimnasia en los Juegos Olímpicos de Verano de 1996 - Equipo artístico femenino all-around, contribuyó con una puntuación combinada obligatoria y opcional de 78,061 al quinto puesto del equipo ucraniano. A continuación, ganó la final individual artística femenina en gimnasia en los Juegos Olímpicos de Verano de 1996 con una puntuación de 39,255. En las finales de las pruebas, quedó quinta en barras asimétricas con una puntuación de 9,787, segunda en barra de equilibrios con una puntuación de 9,825, y primera en  barra de equilibrios  con una puntuación de 9,825, y primera en la prueba de suelo  con una puntuación de 9,887. Fue la cuarta gimnasta en ganar el título olímpico de concurso completo siendo la vigente campeona del mundo, y la primera gimnasta en ganar el concurso completo sin ganar una medalla por equipos. También fue la última gimnasta femenina en ganar el título combinado (all-around) y una medalla de oro en una final hasta que Simone Biles lo hizo en los los Juegos Olímpicos de 2016.

### 1997
Podkopayeva tenía la intención de seguir compitiendo después de los Juegos Olímpicos de 1996, y fue nombrada miembro del equipo ucraniano para los Campeonatos del Mundo de 1997. Sin embargo, las lesiones la obligaron a abandonar la competición y, más tarde, a retirarse.

## Medallas
- Campeonatos del Mundo de Brisbane 1994 - Segunda en barra de equilibrios.[5]

- Campeonatos de Europa de Estocolmo 1994 - Tercera por equipos, primera en suelo, segunda en barra de equilibrios, tercera en salto

- Campeonatos del Mundo de Sabae 1995 - Primera individual, primera en salto, segunda en barras asimétricas, segunda en barra de equilibrios.[7]

- Campeonatos de Europa de Birmingham 1996 - Primera individual, tercera por equipos, primera en suelo, primera en barras asimétricas, tercera en salto.[9]

- Juegos Olímpicos de Atlanta 1996 - Primera individual, primera en suelo, segunda en barra de equilibrios.[10]

## Figuras con su nombre
Podkopaieva tiene dos figurascon su nombre enumeradas en el Código de Puntos.
| Aparato            | Nombre      | Descripción                                                                                      | Dificultad, válido para el código de puntos 2022-2024 |
| ------------------ | ----------- | ------------------------------------------------------------------------------------------------ | ----------------------------------------------------- |
| Salto              | Podkopàieva | flic-flac redondeado con 1⁄2 vuelta (180°) activado - salto hacia adelante con 1⁄2 vuelta (180°) | 4.2                                                   |
| Ejercicio de suelo | Podkopàieva | Doble salto mortal hacia adelante seguido de 1⁄2 vuelta (180°)                                   | F                                                     |

## Después de la retirada como atleta

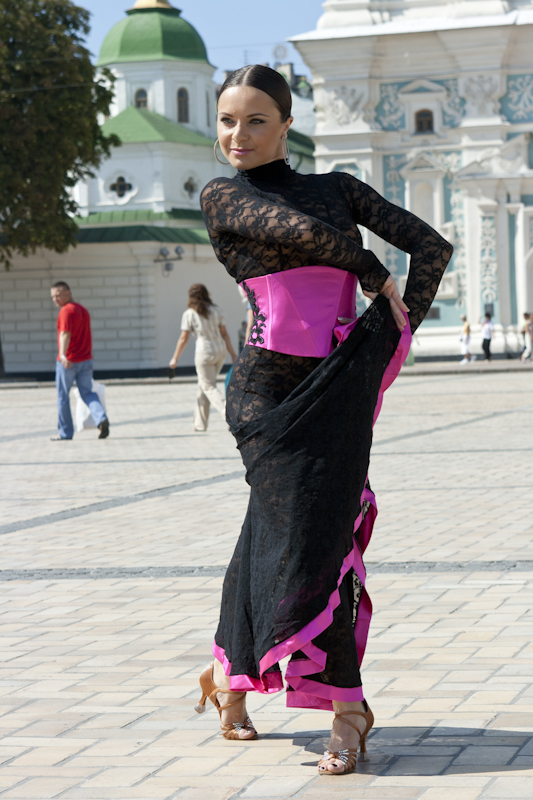
Lilia Podkopayeva en 2008.

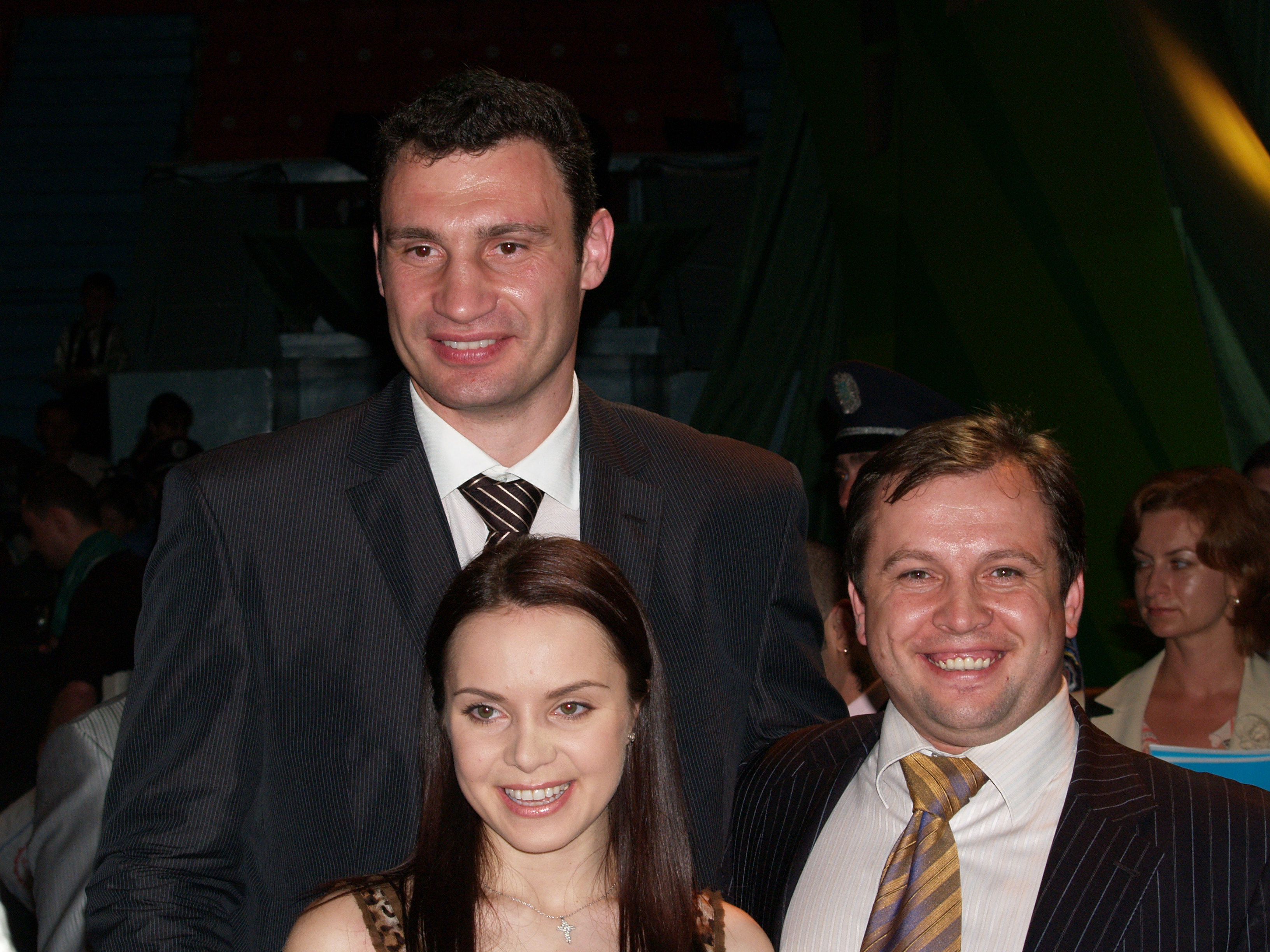
Vitali Klitschko, Liliya Podkopayeva y Mykola Kobzov en el concierto benéfico "Let Me Always Be Me", que se celebró con el apoyo de la "Unión de Circo Kobzov" y bajo el patrocinio de la Oficina de las Naciones Unidas en Ucrania y el Fondo de las Naciones Unidas para la Infancia, UNICEF. 1 de junio de 2006.

En 2002, Podkopayeva puso en marcha el Festival Internacional de Deportes Golden Lilia, una exhibición de gimnastas artísticas y rítmicas, acróbatas y bailarinas. Afirmó: "Para nosotros es importante mostrar a las personas más destacadas y los talentos más brillantes para que la próxima generación pueda seguir lo mejor de lo mejor"
En diciembre de 2004 se casó con el empresario ucraniano Tymofiy Nahornyi. Tienen dos hijos: Vadym, adoptado en Ucrania en julio de 2006, y Karolina, nacida en noviembre de 2006. La pareja se divorció en 2009.
En 2005, Podkopayeva se convirtió en embajadora de buena voluntad de las Naciones Unidas sobre el VIH/sida en Ucrania. También es embajadora del Consejo de Europa para el Deporte, la Tolerancia y el Juego Limpio.
En 2007, ganó el concurso ucraniano Dancing With the Stars con Sergui Stajovski. Al año siguiente, representó a Ucrania en el Concurso de Baile de Eurovisión. Junto a su compañero Kyrylo Khytrov, quedó tercera en el concurso.
En 2014, Podkopayeva hizo una gala en México, utilizando una coreografía similar a la rutina de suelo que realizó en Atlanta, además de hacer back handsprings y round-offs. 
En 2019, Podkopayeva se unió al cuerpo técnico del Marcus Jewish Community Center del Perimeter Gymnastics de Atlanta.
Después del 24 de febrero de 2022, Podkopaeva pidió activamente la suspensión de todos los atletas rusos de las competiciones internacionales, participó en varios eventos en apoyo de Ucrania y las personas afectadas por la agresión rusa y se reunió con militares ucranianos.